# Cathédrale métropolitaine de Iași
La cathédrale métropolitaine de Iași (en roumain : catedrala Mitropolitană din Iași ), située au 16 boulevard Ștefan cel Mare și Sfânt, Iași, Roumanie, est le siège de l'archidiocèse orthodoxe roumain de Iași et de la métropole de Moldavie et de Bucovine, et la plus grande église orthodoxe historique de Roumanie. Elle est dédiée à sainte Parascheva, à la Présentation de Jésus et à Saint Georges de Lydda. Sa structure a été inspirée par le style de la fin de la Renaissance italienne (église et couvent de la Trinité-des-Monts en particulier), enrichi par des éléments baroques dominant les éléments décoratifs intérieurs et extérieurs. La cathédrale métropolitaine est inscrite au registre national des monuments historiques. 

## Histoire
Deux églises se dressaient auparavant sur le site : l'église blanche (XVe siècle) et l'église de présentation (XVIIe siècle). Le 8 août 1826, le prince Ioan Sturdza signe un décret ordonnant la construction de la cathédrale. Le métropolite Veniamin Costache pose la pierre angulaire le 3 juillet 1833 et guide la construction dans ses premières années. Les travaux ont commencé en 1833, en utilisant la conception néoclassique des architectes viennois Gustav Freywald et Bucher, et se sont poursuivis à un rythme rapide jusqu'en 1841, les dernières années sous l'architecte russe Mihail Singurov. En 1839, après sa construction complète et sa couverture, de graves fissures sont apparues sur le grand arc central. Diverses solutions ont été tentées pour juguler ce défaut (en 1840, Singurov a remplacé le plafond en briques par du bois, par exemple), mais le 23 mai 1857, le plafond s'est effondré en emportant avec lui les colonnes intérieures, et le bâtiment est resté en ruine pendant des décennies,. 
À la demande du métropolite Iosif Naniescu (1875-1902), le nouvel État roumain indépendant a décidé de commencer les travaux de restauration de la cathédrale. Une nouvelle pierre angulaire est posée le 15 avril 1880. L'architecte Alexandru Orăscu, recteur de l'Université de Bucarest, a conçu de nouveaux plans qui ont ajouté deux rangées de pilastres massifs à l'intérieur, créant une forme de basilique rectangulaire, avec une nef centrale et deux nefs latérales plus petites. Les quatre flèches latérales détachées ont été conservées, mais le grand dôme central a été supprimé et remplacé par un système de quatre sections semi-circulaires, séparées par des arcs transversaux. 
La cathédrale a été consacrée le 23 avril 1887, en présence du roi Carol Ier et de la reine Élisabeth, qui avaient fait don de sommes importantes pour le projet. En 1889, les reliques de sainte Parascheva, patronne de la Moldavie, ont été amenées du monastère des Trois Hiérarques et continuent d'attirer des foules de pèlerins, en particulier le jour de sa fête (14 octobre). Ces reliques sont conservées sur le côté droit du vestibule, tout comme celles de Veniamin Costache.

## Architecture
Située au centre du complexe métropolitain, la grande cathédrale est un bâtiment monumental d'un plan rectangulaire avec quatre tours détachées à ses coins qui flanquaient à l'origine un immense dôme. La cathédrale mesure 56,70 m de long et 34,15 m de large, et ses tours ont une hauteur de 52,92 m. C'est l'un des plus hauts bâtiments historiques de Moldavie. 
L'extérieur de la cathédrale, ainsi que l'intérieur, est décoré dans le style baroque. La façade orientale présente un motif central formé de six colonnes corinthiennes érigées sur un socle en pierre, qui soutiennent l'architrave, au-dessus de laquelle se trouve un haut bas-relief de la Présentation du Seigneur. La façade ouest a huit colonnes séparées par l'entrée, au-dessus desquelles se trouve un balcon en retrait dont la voûte a une mosaïque incurvée montrant également la présentation ; au-dessus se trouve une sculpture en pierre de Saint George. Le toit est décoré de fleurons en zinc et des croix stylisées ornent à la fois le toit et les quatre flèches. 
Gheorghe Tattarescu a peint les icônes et les éléments décoratifs dans un style qui respectait les normes orthodoxes, mais témoigne également d'une influence de la Renaissance. Les quatre scènes bibliques au-dessus de la nef centrale, les visages des saints et les compositions décoratives montrent tous une rigueur néoclassique italienne, à laquelle l'artiste avait été confronté lors de ses études à l'Academia di San Luca de Rome. Cela crée une harmonie entre la peinture et le style architectural. Le vitrail a été réalisé à Munich et restauré après la Seconde Guerre mondiale, sous le métropolite Justinian Marina. Deux précieuses icônes peintes au XVIe siècle sont conservées à l'intérieur ; elles représentent un Christ Pantocrator et une Vierge à l'enfant.

## Complexe métropolitain
Aux alentours de l'église monumentale, se situent l'église Saint-Georges (l'ancienne cathédrale métropolitaine) construite en 1761-1769, le palais métropolitain (XVIIIe siècle), la chancellerie métropolitaine, la bibliothèque métropolitaine Dumitru Stăniloae, la maison monastique de Saint-Georges, la maison Epivata et la faculté de théologie orthodoxe (fondée en 1860 en tant que faculté cofondatrice de l'université de Iași ). 

### Musée
En mai 2016, le Metropolitan Museum consacré à l'histoire de la métropole de Moldavie et de Bucovine a été inauguré au sous-sol de la Grande Cathédrale.

## Galerie

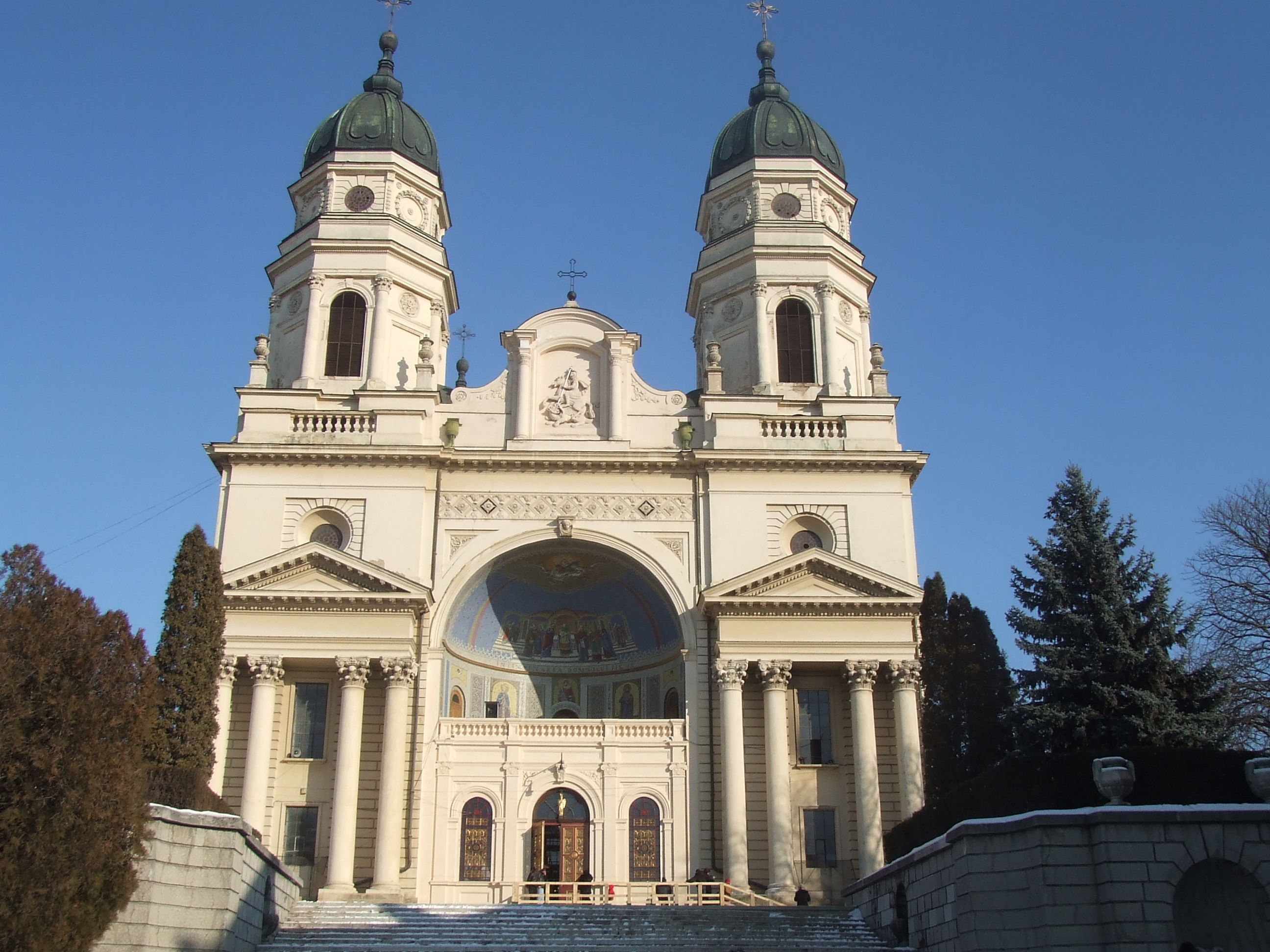
Façade ouest.
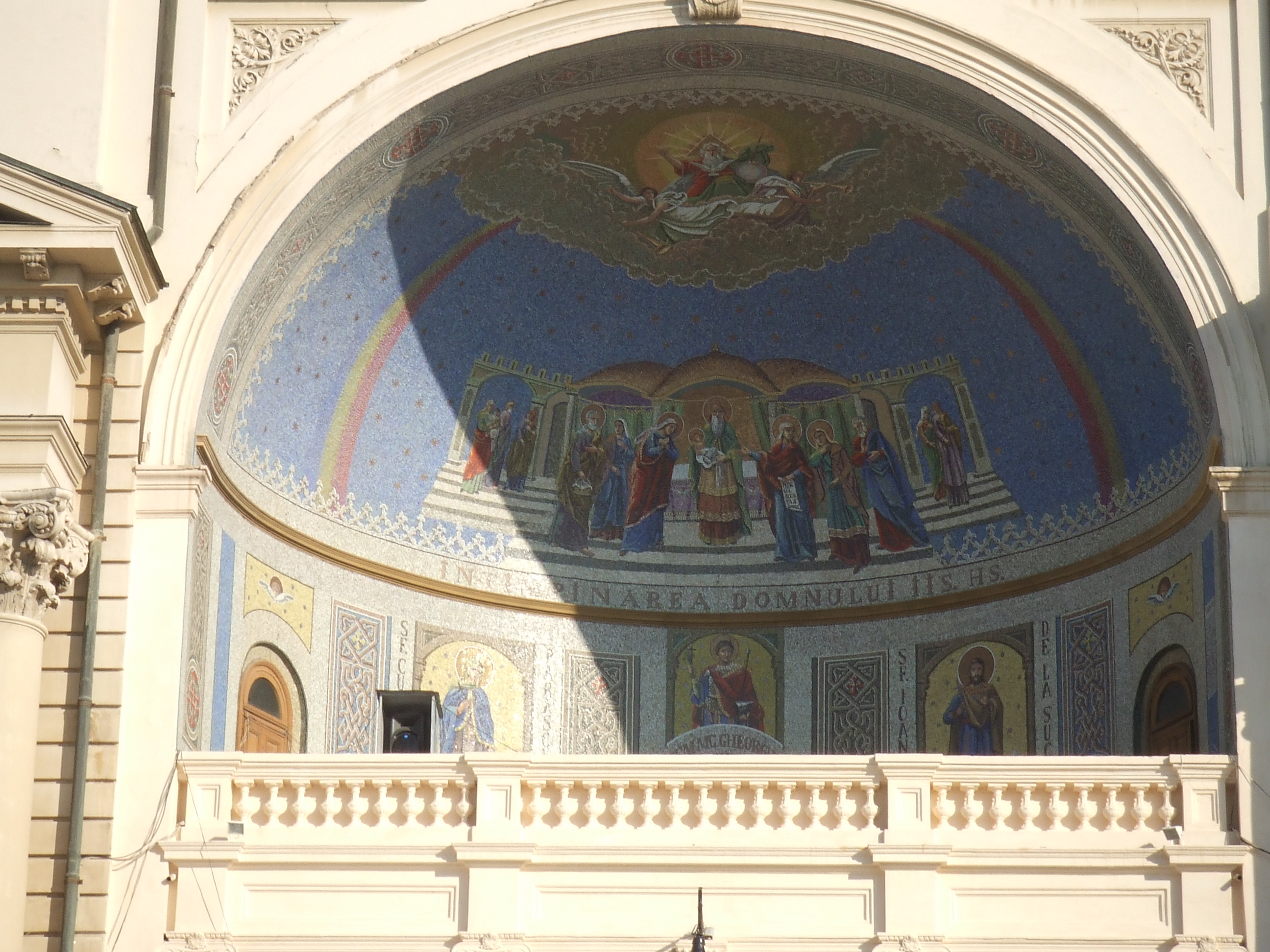
Détail de la mosaïque montrant la présentation de Jésus.
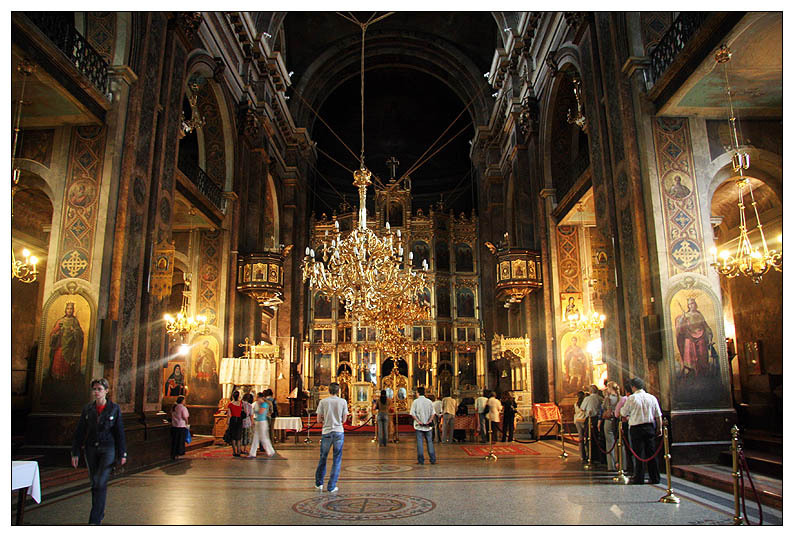
Intérieur.
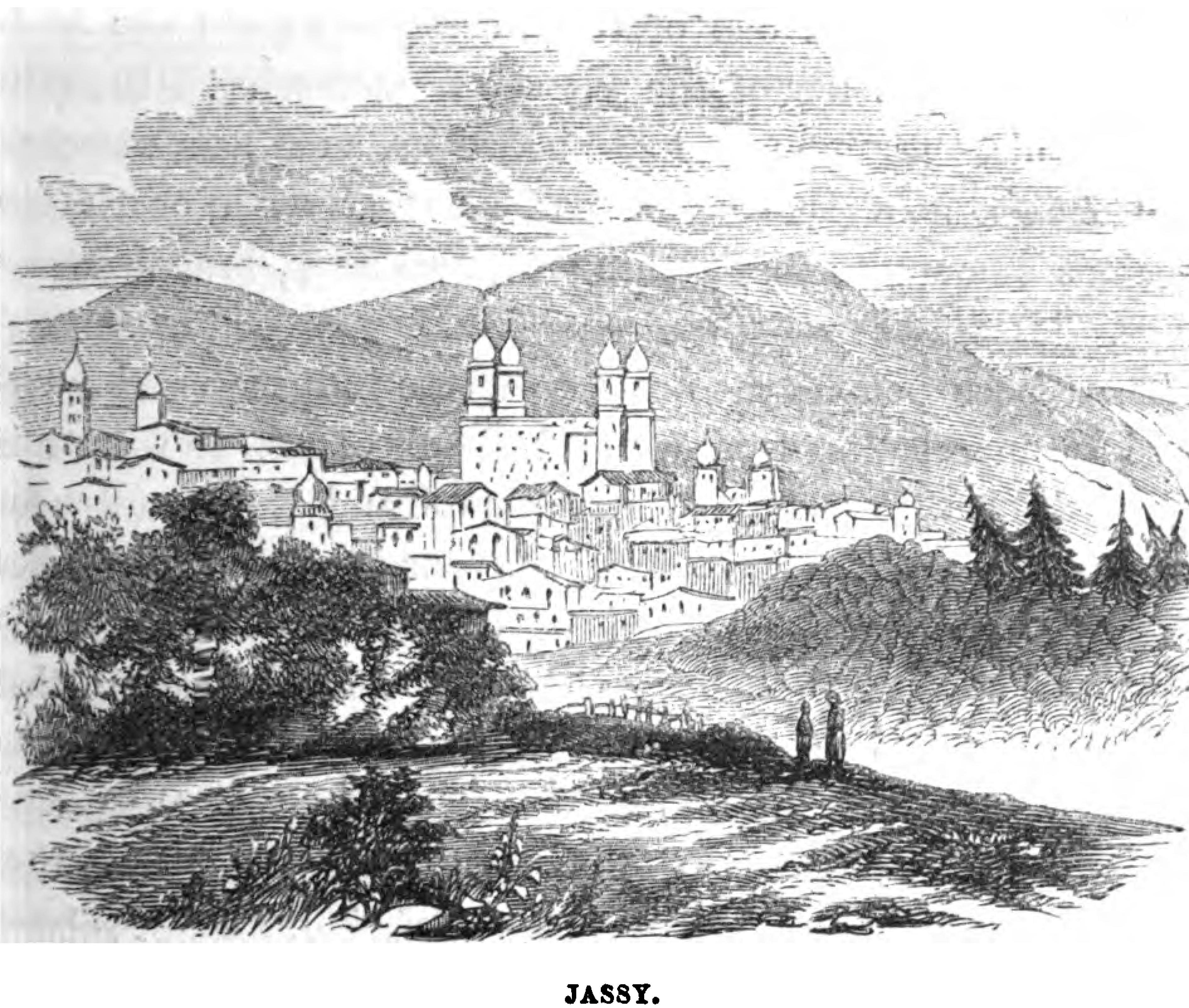
La cathédrale avant 1855.
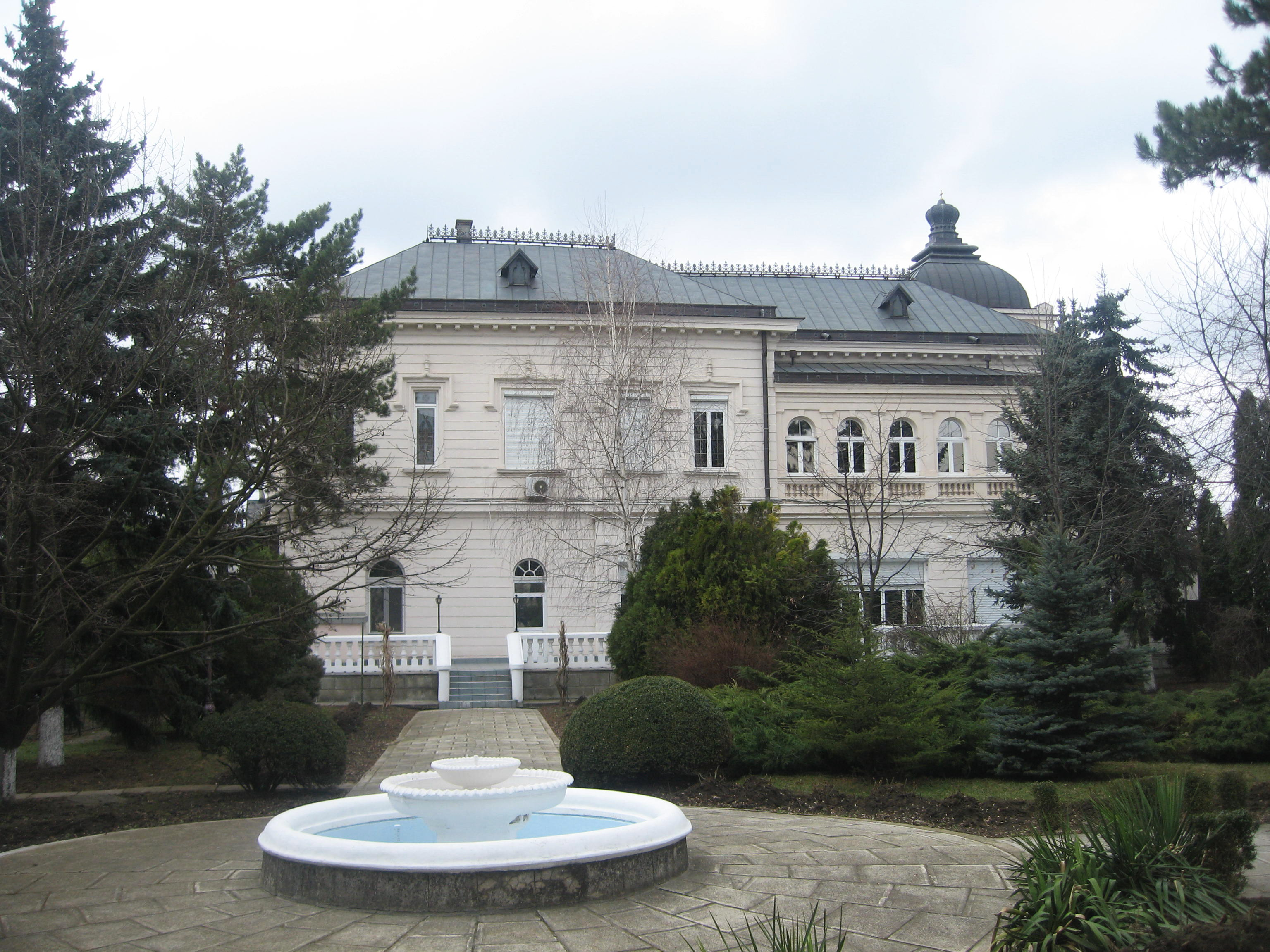
Le Palais Métropolitain.
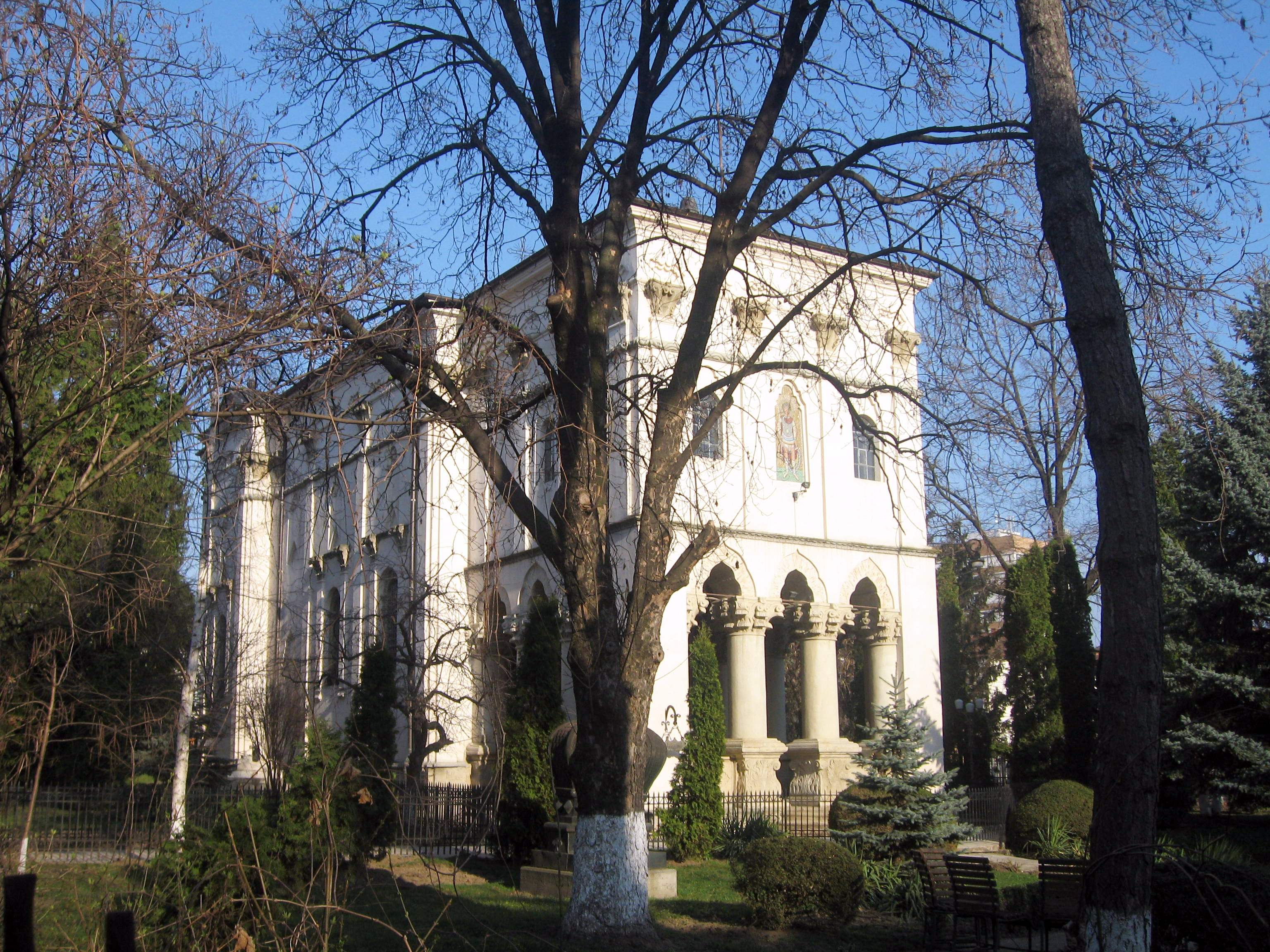
La vieille cathédrale métropolitaine.